# フラヴィオ・ローマ
フラヴィオ・ローマ（Flavio Roma, 1974年6月21日 - ）はイタリア・ローマ出身の元サッカー選手。ポジションはゴールキーパー。

## 来歴
セリエAデビューが25歳という遅咲きながら、イタリア代表招集歴を持つゴールキーパー。ピアチェンツァ時代に出会ったディディエ・デシャン監督の下で頭角を現し、2001年にデシャンが引退と同時に監督に就任したASモナコに移籍。移籍後はファビアン・バルテズの後釜として正GKを務め、UEFAチャンピオンズリーグ 2003-04では決勝に進出したが、FCポルトに0-3で敗れて準優勝に終わった。その後、2008年になると負傷とステファヌ・リュフィエの台頭に伴い、ベンチを温めることが多くなった。
シーズン終了後にモナコとの契約が満了し、2009年8月12日にACミランへ1年契約で完全移籍した。ミランではジーダ、クリスティアン・アッビアーティ等に次ぐ第3GKとなり、出場機会には恵まれなかった。
2012年、3年ぶりのモナコ復帰が決定。
2014年に引退した。

## 所属クラブ
- 1991-1995  SSラツィオ

→1993-1994  ACマントヴァ (レンタル移籍)
- 1994-1995  SSラツィオ

→1995-1996  ACヴェネツィア (レンタル移籍)
→1996-1997  USフィオレンツォーラ1922 (レンタル移籍)
→1997-1998  フォッジャ・カルチョ (レンタル移籍)
→1998-1999  ACキエーヴォ・ヴェローナ (レンタル移籍)
- 1999-2001  ピアチェンツァ・カルチョ
- 2001-2009  ASモナコ
- 2009-2012  ACミラン
- 2012-2014  ASモナコ